# Blanquette (potrawa)
Blanquette – potrawa francuska mająca formę gulaszu (fr. ragoût) mięsnego lub rybnego. Spośród mięs najczęściej wykorzystywana jest cielęcina (fr. blanquette de veau), jagnięcina (b. d'agneau) lub drób (b. de vollaile), natomiast z ryb zazwyczaj jest podawane z miętusem (b. de lotte), doradą (b. de dorade) lub owocami morza (b. de fruits de mer). Mięso na początku jest ugotowane w aromatycznym bulionie, a następnie wymieszane z białym sosem na bazie śmietany i żółtek jajek. 
Najczęściej blanquette przyrządzane jest z cielęciny. Innymi składnikami potrzebnymi do przyrządzenia potrawy są wytrawne białe wino, marchew, cebula, pieczarki, śmietana, jajka, mąka, masło, olej, tymianek, sól i pieprz, a także ewentualnie wędzony boczek, goździki czy szalotka. Zazwyczaj przygotowanie składników zajmuje 1 godzinę plus półtorej godziny gotowania (według innych źródeł przygotowanie składników trwa 20 minut, a gotowanie zajmuje 2 godziny). Danie najczęściej jest serwowane z winem anjou blanc.